# Vriesea laxa
Vriesea laxa là một loài thuộc chi Vriesea. Đây là loài đặc hữu của Venezuela.